# تمني بنت الجمري
تمنى بنت الجمري الطيبي، راوية للحديث، روت عن أبي المظفر علي بن أحمد الكرخي، وروى عنها ابناها أحمد وتميم ابنا أبي بكر البندنيجي.